# Villiers (Vienne)
Pour les articles homonymes, voir Villiers.
Villiers est une commune du Centre-Ouest de la France, située dans le département de la Vienne (région Nouvelle-Aquitaine).

## Géographie

### Localisation
Villiers fait partie du canton de Neuville-de-Poitou.
Le village appartient au département de la Vienne (département) qui a pour préfecture la ville de Poitiers. Située dans l'Ouest de la France à une altitude de 130 mètres cette commune s'étend sur près de 11 km2.

### Communes limitrophes
| Champigny-en-Rochereau | Saint-Martin-la-Pallu |         |
| Frozes                 | Villiers              | Yversay |
|                        | Vouillé               |         |

### Géologie et relief
La région de Villiers présente un paysage de plaines de champs ouverts. Le terroir se compose uniquement de groies plus ou moins profondes dans les plaines. C'est une terre du sud-ouest de la France, argilo-calcaire peu profondes -en général de moins de 50 cm d’épaisseur -, plus ou moins riches en cailloux. Ce sont des terres fertiles et saines et donc, propices à la polyculture céréalière.
En 2006, 93 % de la superficie de la commune était occupée par l'agriculture et 7 % par des zones construites et aménagées par l'homme (voirie).
La forêt privée représente, en 2007, 13 hectares soit 1 % du territoire communal.

### Hydrographie
Neuf mares ont été répertoriées sur l’ensemble du territoire communal (30 000 recensées dans la région de Poitou-Charentes). Les mares de Poitou-Charentes ont été créées par l'homme, notamment pour répondre aux besoins en eau des habitants (mares communautaires), du cheptel ou à la suite d'activités extractives (argile, marne, pierres meulières). Très riches au niveau botanique, elles jouent un rôle majeur pour les batraciens (tritons, grenouilles), les reptiles (couleuvres) et les libellules. Elles sont un élément symbolique du patrimoine rural et du maintien de la biodiversité en zone de plaine et de bocage.

### Climat
Pour des articles plus généraux, voir Climat de la Nouvelle-Aquitaine et Climat de la Vienne.
Historiquement, la commune est exposée à un climat océanique du nord-ouest.  
En 2020, Météo-France publie une typologie des climats de la France métropolitaine dans laquelle la commune est exposée à un climat océanique altéré et est dans la région climatique  Poitou-Charentes, caractérisée par un bon ensoleillement, particulièrement en été et des vents modérés.
Pour la période 1971-2000, la température annuelle moyenne est de 11,5 °C, avec une amplitude thermique annuelle de 14,9 °C. Le cumul annuel moyen de précipitations est de 721 mm, avec 11 jours de précipitations en janvier et 6,8 jours en juillet. Pour la période 1991-2020, la température moyenne annuelle observée sur la station météorologique la plus proche, située sur la commune de Vouillé à 3,84 km à vol d'oiseau, est de 12,3 °C et le cumul annuel moyen de précipitations est de 656,6 mm,. Pour l'avenir, les paramètres climatiques de la commune estimés pour 2050 selon différents scénarios d'émission de gaz à effet de serre sont consultables sur un site dédié publié par Météo-France en novembre 2022.

## Urbanisme

### Typologie
Au 1er janvier 2024, Villiers est catégorisée bourg rural, selon la nouvelle grille communale de densité à sept niveaux définie par l'Insee en 2022.
Elle est située hors unité urbaine. Par ailleurs la commune fait partie de l'aire d'attraction de Poitiers, dont elle est une commune de la couronne,. Cette aire, qui regroupe 97 communes, est catégorisée dans les aires de 200 000 à moins de 700 000 habitants,.

### Occupation des sols
L'occupation des sols de la commune, telle qu'elle ressort de la base de données européenne d’occupation biophysique des sols Corine Land Cover (CLC), est marquée par l'importance des territoires agricoles (91,5 % en 2018), en diminution par rapport à 1990 (93,3 %). La répartition détaillée en 2018 est la suivante : 
terres arables (86 %), zones urbanisées (8,5 %), zones agricoles hétérogènes (5,5 %). L'évolution de l’occupation des sols de la commune et de ses infrastructures peut être observée sur les différentes représentations cartographiques du territoire : la carte de Cassini (XVIIIe siècle), la carte d'état-major (1820-1866) et les cartes ou photos aériennes de l'IGN pour la période actuelle (1950 à aujourd'hui).

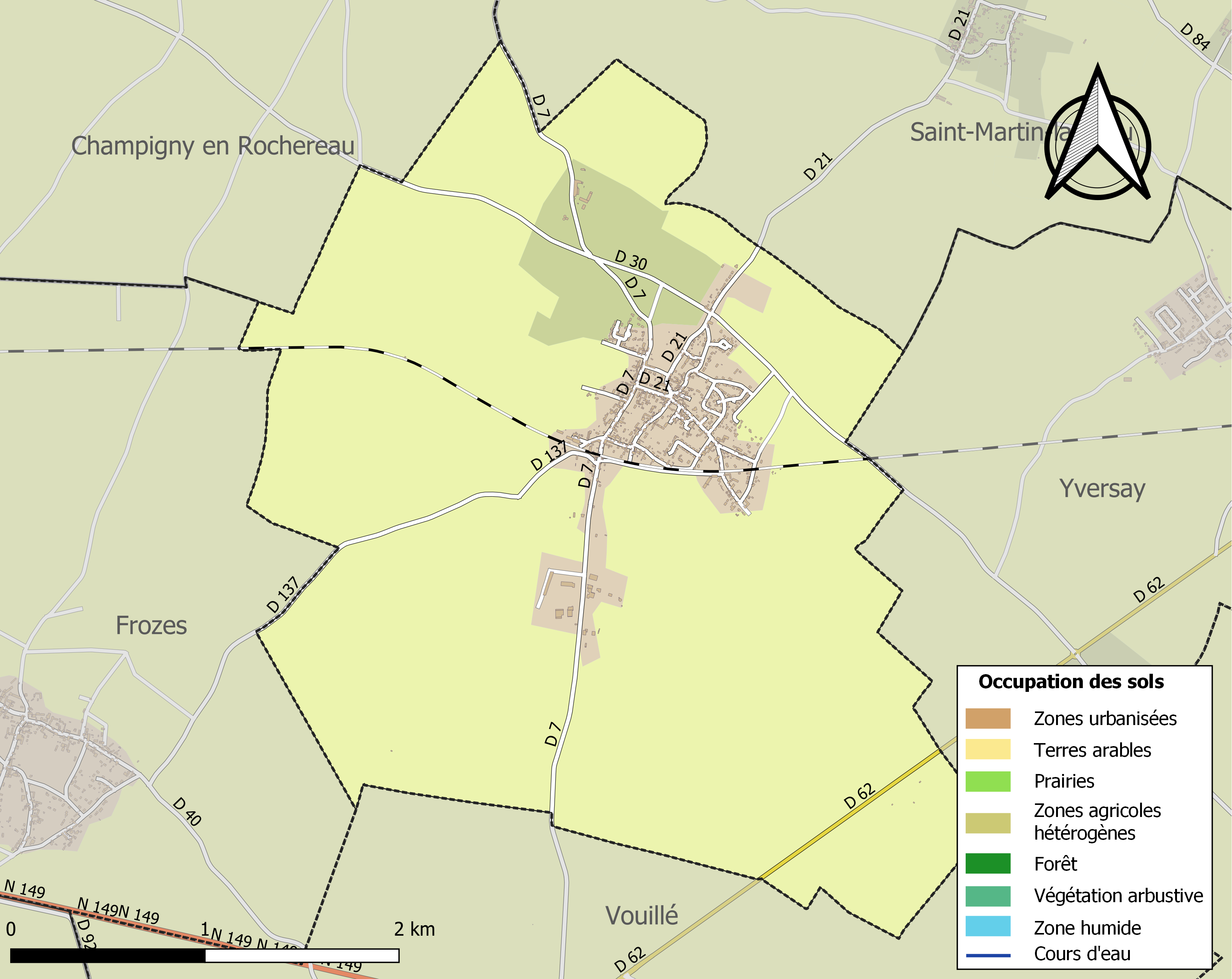
Carte des infrastructures et de l'occupation des sols de la commune en 2018 (CLC).

### Risques majeurs
Le territoire de la commune de Villiers est vulnérable à différents aléas naturels : météorologiques (tempête, orage, neige, grand froid, canicule ou sécheresse), mouvements de terrains et séisme (sismicité modérée). Il est également exposé à un risque technologique,  le transport de matières dangereuses. Un site publié par le BRGM permet d'évaluer simplement et rapidement les risques d'un bien localisé soit par son adresse soit par le numéro de sa parcelle.

#### Risques naturels

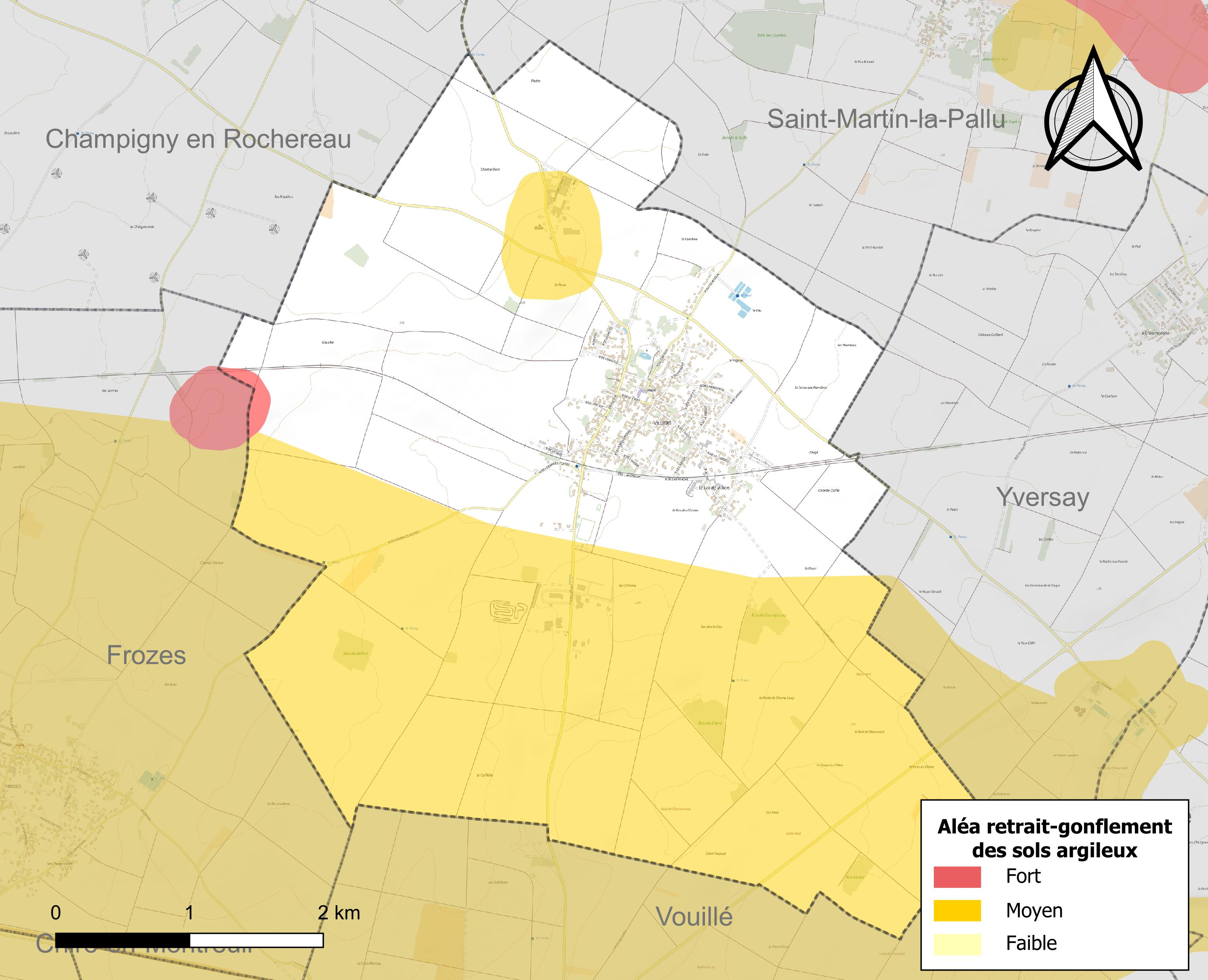
Carte des zones d'aléa retrait-gonflement des sols argileux de Villiers.

Les mouvements de terrains susceptibles de se produire sur la commune sont des tassements différentiels. Le retrait-gonflement des sols argileux est susceptible d'engendrer des dommages importants aux bâtiments en cas d’alternance de périodes de sécheresse et de pluie. 52,2 % de la superficie communale est en aléa moyen ou fort (79,5 % au niveau départemental et 48,5 % au niveau national). Depuis le 1er octobre 2020, en application de la loi ÉLAN, différentes contraintes s'imposent aux vendeurs, maîtres d'ouvrages ou constructeurs de biens situés dans une zone classée en aléa moyen ou fort,.
La commune a été reconnue en état de catastrophe naturelle au titre des dommages causés par les inondations et coulées de boue survenues en 1982, 1999 et 2010 et par des mouvements de terrain en 1999 et 2010.

## Toponymie
Le nom de la commune proviendrait du latin villare qui signifie hameau ou écart. Au Xe siècle, il prend le nom de Villaris.

## Histoire
En 1948, pour célébrer le centenaire de la Révolution française de 1848 et de la Deuxième République, un arbre de la liberté est planté. Ce cèdre de l'Himalaya est toujours vivant en 1988.

## Politique et administration

### Liste des maires
| Période    | Période  | Identité      | Étiquette | Qualité                                                                |
| ---------- | -------- | ------------- | --------- | ---------------------------------------------------------------------- |
| avant 1978 | ?        | Claude Roblin | UDF       | Agriculteur, Vice-Président de la Chambre Départementale d'Agriculture |
|            |          |               |           |                                                                        |
| mars 2001  | En cours | Joël Doret    | DVD       | Retraité                                                               |

### Instances judiciaires et administratives
La commune relève du tribunal d'instance de Poitiers, du tribunal de grande instance de Poitiers, de la cour d'appel  de Poitiers, du tribunal pour enfants de Poitiers, du conseil de prud'hommes de Poitiers, du tribunal de commerce de Poitiers, du tribunal administratif de Poitiers et de la cour administrative d'appel  de  Bordeaux,  du tribunal des pensions de Poitiers, du tribunal des affaires de la Sécurité sociale de la Vienne, de la cour d’assises de la Vienne.

### Services publics
Les réformes successives de La Poste ont conduit à la fermeture de nombreux bureaux de poste ou à leur transformation en simple relais. Toutefois, la commune a pu maintenir le sien.

## Démographie
L'évolution du nombre d'habitants est connue à travers les recensements de la population effectués dans la commune depuis 1793. Pour les communes de moins de 10 000 habitants, une enquête de recensement portant sur toute la population est réalisée tous les cinq ans, les populations de référence des années intermédiaires étant quant à elles estimées par interpolation ou extrapolation. Pour la commune, le premier recensement exhaustif entrant dans le cadre du nouveau dispositif a été réalisé en 2005.

En 2022, la commune comptait 955 habitants, en évolution de +7,42 % par rapport à 2016 (Vienne : +0,6 %, France hors Mayotte : +2,11 %).
| 1793 | 1800 | 1806 | 1821 | 1831 | 1836 | 1841 | 1846 | 1851 |
| ---- | ---- | ---- | ---- | ---- | ---- | ---- | ---- | ---- |
| 308  | 281  | 353  | 353  | 363  | 402  | 415  | 460  | 435  |

| 1856 | 1861 | 1866 | 1872 | 1876 | 1881 | 1886 | 1891 | 1896 |
| ---- | ---- | ---- | ---- | ---- | ---- | ---- | ---- | ---- |
| 419  | 491  | 480  | 472  | 514  | 532  | 557  | 503  | 481  |

| 1901 | 1906 | 1911 | 1921 | 1926 | 1931 | 1936 | 1946 | 1954 |
| ---- | ---- | ---- | ---- | ---- | ---- | ---- | ---- | ---- |
| 483  | 503  | 504  | 469  | 476  | 430  | 393  | 360  | 414  |

| 1962 | 1968 | 1975 | 1982 | 1990 | 1999 | 2005 | 2006 | 2010 |
| ---- | ---- | ---- | ---- | ---- | ---- | ---- | ---- | ---- |
| 409  | 402  | 423  | 472  | 533  | 664  | 780  | 806  | 824  |

| 2015 | 2020 | 2022 | - | - | - | - | - | - |
| ---- | ---- | ---- | - | - | - | - | - | - |
| 890  | 933  | 955  | - | - | - | - | - | - |

En 2008, selon l’INSEE,  la densité de population de la commune était de 74 hab./km2, 61 hab./km2 pour le département, 68 hab./km2 pour la région Poitou-Charentes et 115 hab./km2 pour la France.

## Économie
Selon la direction régionale de l'Alimentation, de l'Agriculture et de la Forêt de Poitou-Charentes, il n'y a plus que sept exploitations agricoles en 2010 contre onze en 2000.
Les surfaces agricoles utilisées ont paradoxalement augmenté de 48 % et sont passées de 670 hectares en 2000 à 994 hectares en 2010 dont 907 sont irrigables. Ces chiffres indiquent une concentration des terres sur un nombre plus faible d’exploitations. Cette tendance est conforme à l’évolution  constatée sur tout le département de la Vienne puisque de 2000 à 2007, chaque exploitation a gagné en moyenne 20 hectares.
65 % des surfaces agricoles sont destinées à la culture des céréales (blé tendre et maïs à parts égales) et 9 % pour les oléagineux (colza et nevette).

## Culture locale et patrimoine

### Lieux et monuments
- La Pierre Levée de Massigny : dolmen classé monument historique depuis 1971[31].
- L'ensemble du territoire de la commune, à savoir les plaines du Mirebalais et du Neuvillois, est classé comme zone naturelle d'intérêt écologique, faunistique et floristique (ZNIEFF)[32].
- Église Saint-Joseph de Villiers.